# Badstuben (Wüstung)
Badstuben ist eine abgegangene Siedlung auf der Gemarkung von Lippoldsweiler, einem Ortsteil der Gemeinde Auenwald im baden-württembergischen Rems-Murr-Kreis. Über die Geschichte der Wüstung ist nicht mehr viel bekannt.

## Lage
Der Wohnplatz befand sich etwa 400 Meter nordöstlich des historischen Ortskerns von Lippoldsweiler zwischen dem Altbach und dem Glaitenbach. An den abgegangenen Wohnplatz erinnern noch der Flurname Badstuben und die Badstraße in Lippoldsweiler.

## Geschichte
Anlässlich des Verkaufs des Ritterguts Ebersberg durch Valentin von Helmstatt an Melchior Jäger von Gärtringen wurden 1606 in einem Lagerbuch die Einwohner Lippoldsweilers erfasst. In dem Verzeichnis erscheint Klas Trengenbergers Wittib Anna, die als Inhaberin des Wirtshaus und der Badstuben bezeichnet wird, sowie ihr Sohn Hans Trengenberger.
Wahrscheinlich ist das Anwesen im Dreißigjährigen Krieg abgegangen.